# تربة تحتية

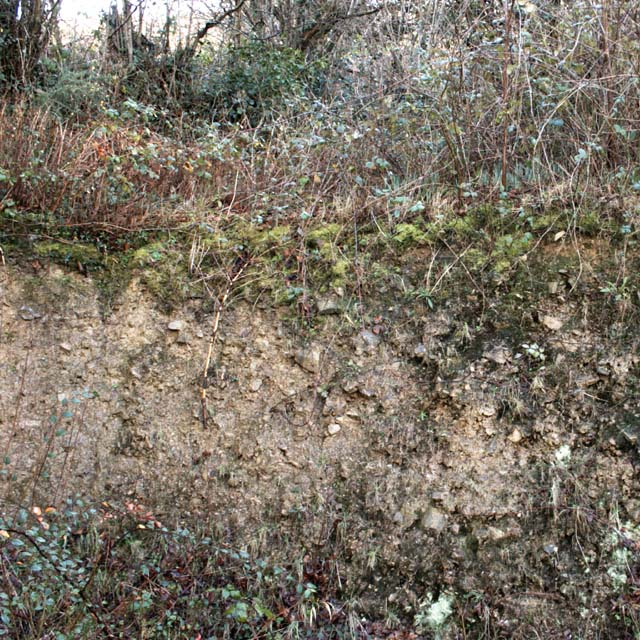

التربة التحتية أو الهَوْم أو تَحْتُرْبَة (بالإنجليزية: Subsoil)‏، هي طبقة من التربة تكون تحت الطبقة السطحية في الأرض، وتتكون من خليط متغير من الجسيمات الصغيرة مثل الرمل والطمي والطين، وتفتقر بشكلٍ كبير إلى المواد العضوية، وهي مضغوطةً نسبياً.

## روابط خارجية
- التربة التحتية